# Лямбда Большого Пса
Лямбда Большого Пса (λ Canis Majoris) — отдельная сине-белая звезда в созвездии Большого Пса. Астрономы средневекового исламского мира относили данную звезду наряду с ζ CMa, γ Col, δ Col, θ Col, κ Col, λ Col, μ Col и ξ Col к группе Al Ḳurūd (ألقرد - al-qird, Обезьяны). Лямбда Большого Пса видна невооружённым глазом и обладает видимой звёздной величиной +4,48. Оценка расстояния, полученная на основе измерения годичного параллакса, равного  7,70 мсд, составляет 424 световых года. При таком расстоянии яркость звезды уменьшается из-за наличия поглощения межзвёздной пылью на 0,14 звёздной величины.
Звезда является звездой главной последовательности спектрального класса B (B4 V). Возраст составляет около 40 млн лет, проекция скорости вращения звезды составляет 102 км/с. Масса звезды превышает солнечную в 5,7 раз, светимость составляет около 560 светимостей Солнца, эффективная температура равна 16300 K.